# Территориальные мандаты
Территориальные мандаты (фр. Mandats territoriaux) — один из видов бумажных денег периода Великой французской революции.

## Предыстория

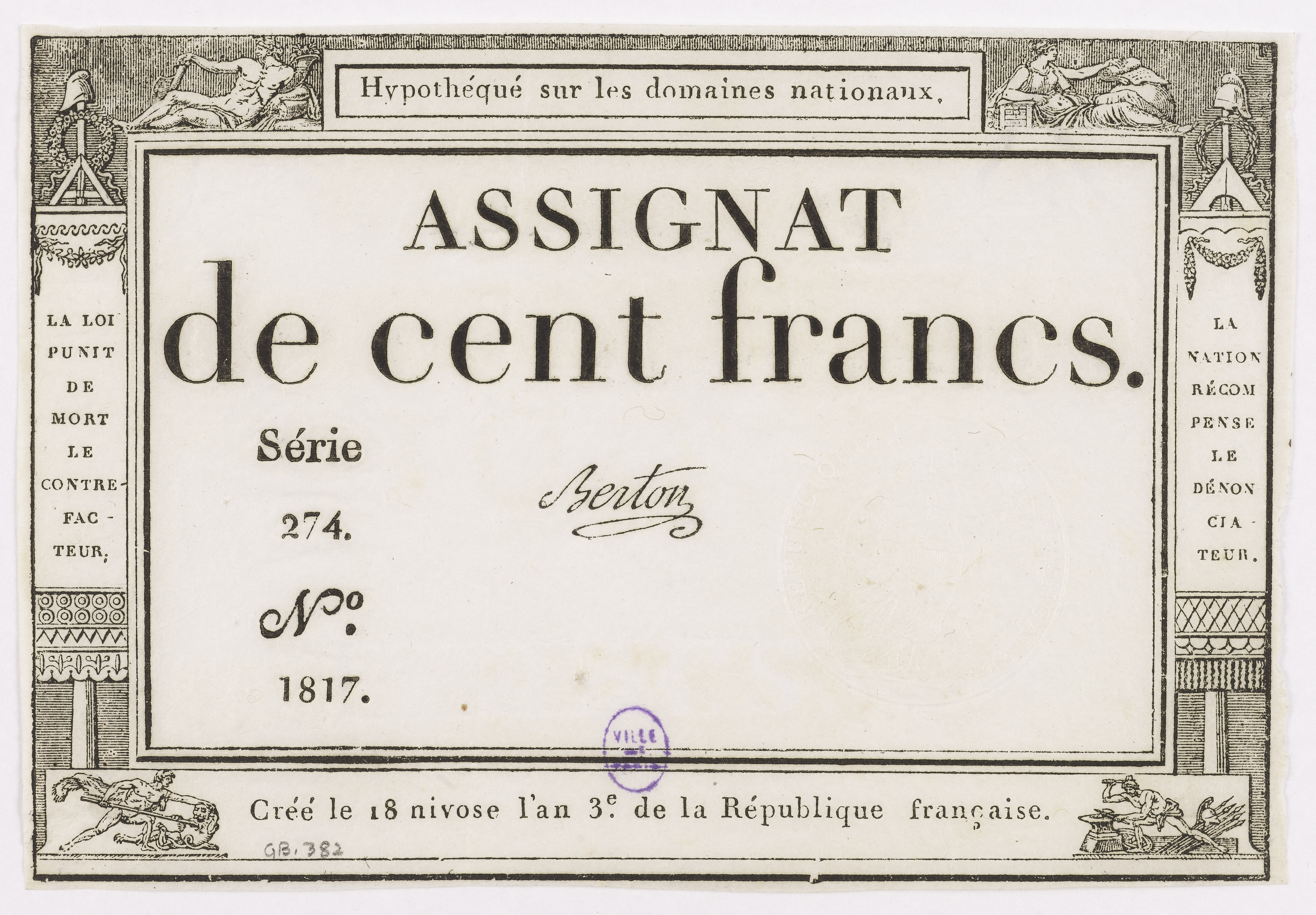
Ассигнат в 100 франков, III год республики (1795)

В 1789 году на основании закона, принятого Национальным собранием 19 декабря 1789 года, был начат выпуск ассигнатов. Выпущенные первоначально как обязательства, обеспеченные государственным имуществом и приносящие доходы в виде процентов, то есть сочетавшие черты приватизационного чека и облигации, вскоре ассигнаты превратились в ничем необеспеченные деньги.
В 1790 году ассигнаты были объявлены законным платёжным средством наравне с монетами, а в 1793 году — единственным законным платёжным средством.
Постоянно увеличивающаяся скорость выпуска ассигнатов сопровождался одновременным падением их стоимости. 22 февраля 1796 года они стоили всего 0,29 % их номинала.
25 апреля 1795 года вновь было разрешено использование в обращении металлических денег. Это дало возможность легально использовать в качестве средства обращения стабильные платёжные инструменты. Однако это увеличило темп обесценения ассигнатов, так как, кроме непрекращающейся эмиссии, появилась новая причина обесценения — стремление населения избавиться в первую очередь от обесценивающихся бумажных денег.
Директория, пришедшая к власти в ноябре 1795 года, решила изъять ассигнаты из обращения. 23 декабря 1795 года был принят закон об уничтожении оборудования для изготовления ассигнаций. 19 февраля 1796 года это оборудование было уничтожено на Вандомской площади в Париже.

## Территориальные мандаты
Финансовое положение Республики в период правления Директории ничуть не было лучше, чем в период предшествовавшей ей якобинской диктатуры. В бюджете V года Республики (сентябрь 1796 — сентябрь 1797) доходы покрывали не более трети расходов бюджета. К принудительным займам Директория не прибегала, а рассчитывать на добровольные займы было бесполезно. Сократить расходы бюджета и увеличить собираемость налогов было невозможно.
18 марта 1796 года был принят закон о выпуске новых бумажных денег — территориальных мандатов. Ассигнаты обменивались на территориальные мандаты в соотношении 30:1. Обеспечением территориальных мандатов являлись земли государственного фонда, которые продавались за мандаты без торгов по фиксированной цене. На покупках земельных участков делались огромные состояния. Денег постоянно не хватало, и масштаб эмиссии в период Директории даже превысил масштабы эмиссии в период Конвента.
Все выпускавшиеся территориальные мандаты имеют одну дату — 28 вантоза IV года (дата принятия закона о выпуске мандатов, 18 марта 1796 года). Выпускалось два вида мандатов:
- территориальные мандаты (mandat territorial) номиналом в 5 франков. Имеются разновидности: купюры с красной или чёрной надпечаткой или без надпечатки;
- обязательства на территориальные мандаты (promesse de mandat territorial) в 25, 100, 250 и 500 франков. Имеются разновидности: купюры с номером серии или без номера серии[2].

4 февраля 1797 года был принят закон, запрещавший расчёты бумажными деньгами. Законным платёжным средством оставались только монеты. Вскоре, однако, правительство вновь было вынуждено начать выпуск бумажных денег, расплачиваясь с поставщиками долговыми обязательствами в различных формах (боны, приказы о платежах).

## Основные законы о территориальных мандатах[3]
- 18 марта 1796 года (28 вентоза IV года) — о выпуске территориальных мандатов.
- 19 марта 1796 года (29 вентоза IV года) — о выпуске обязательств на территориальные мандаты.
- 27 марта 1796 года (6 жерминаля IV года) — об ответственности за подделку территориальных мандатов.
- 4 февраля 1797 года (16 плювоза V года) — о запрете расчётов территориальными мандатами между частными лицами, сдаче всех территориальных мандатов в бюро департаментов и аннулировании всех не сданных мандатов.

## Галерея

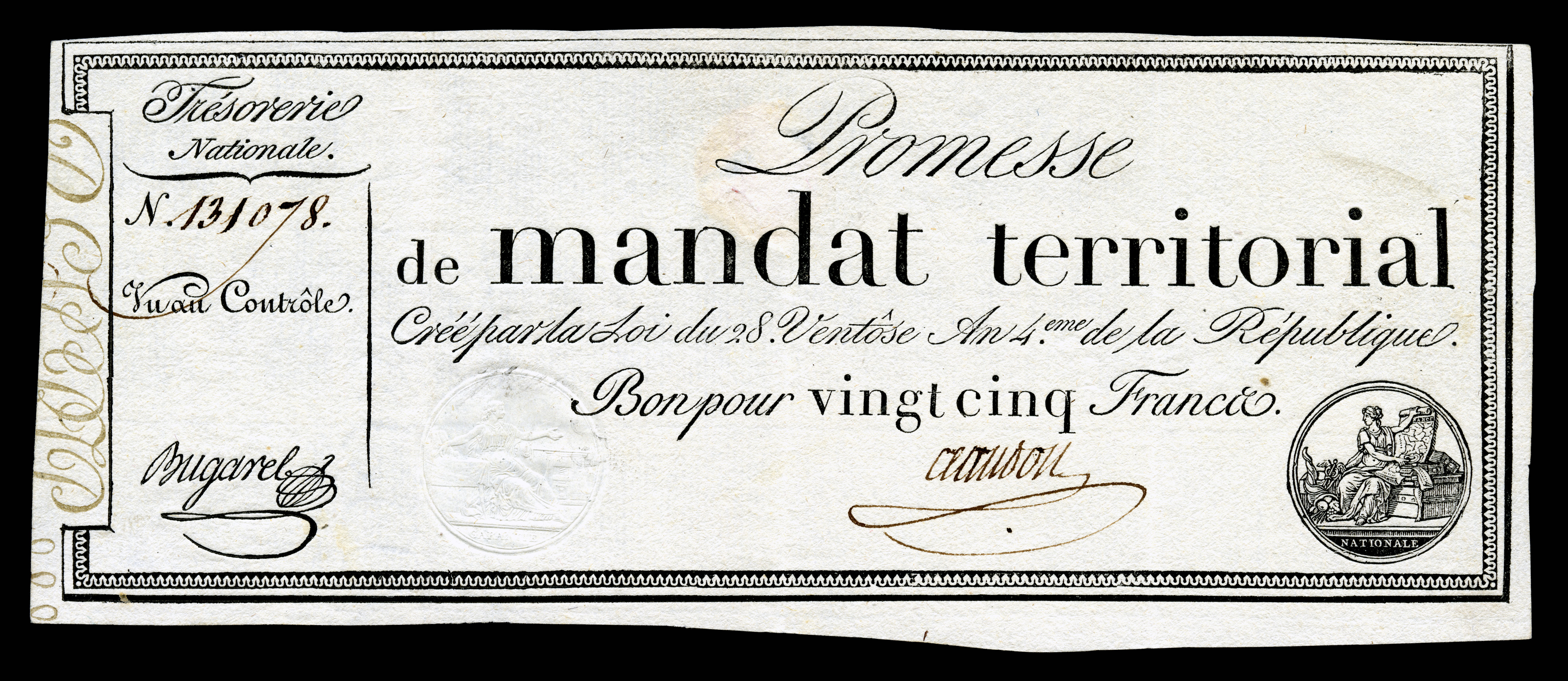
25 франков
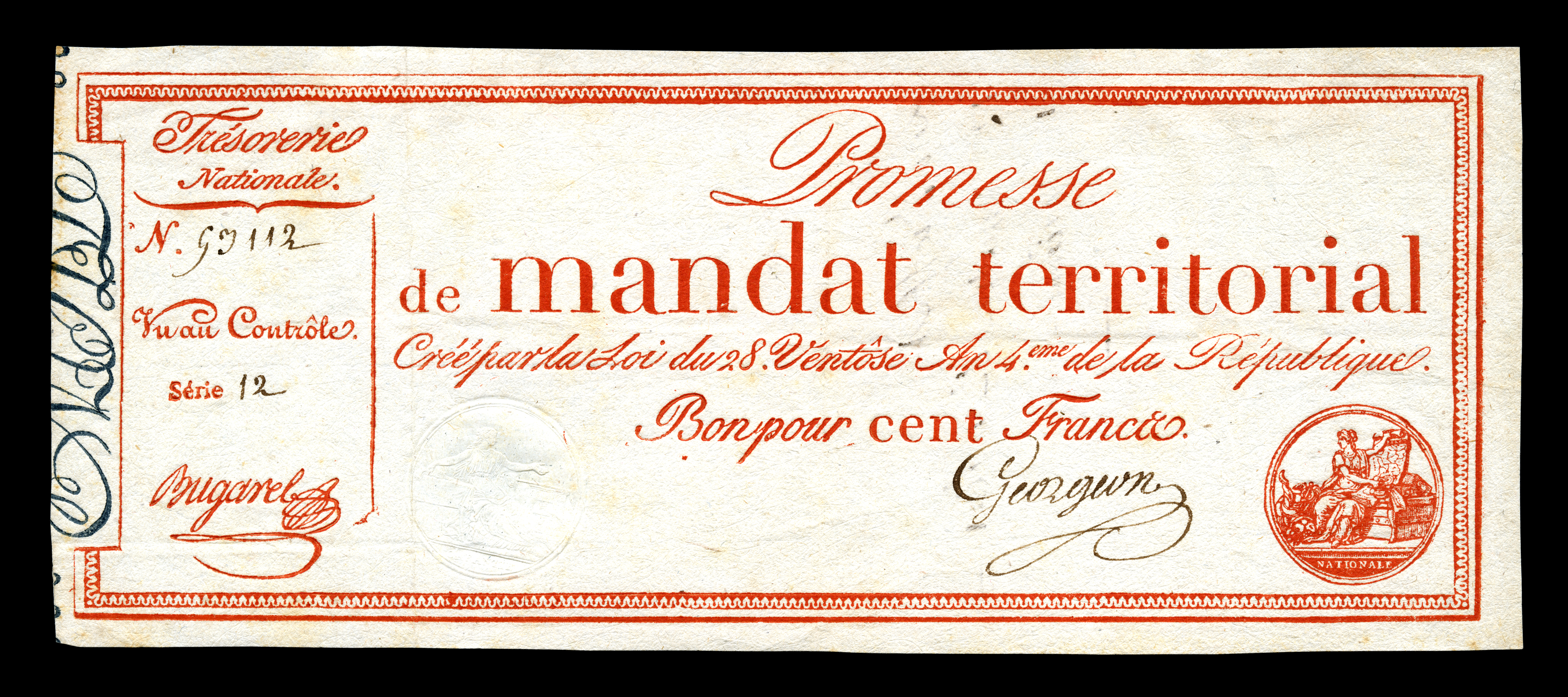
100 франков
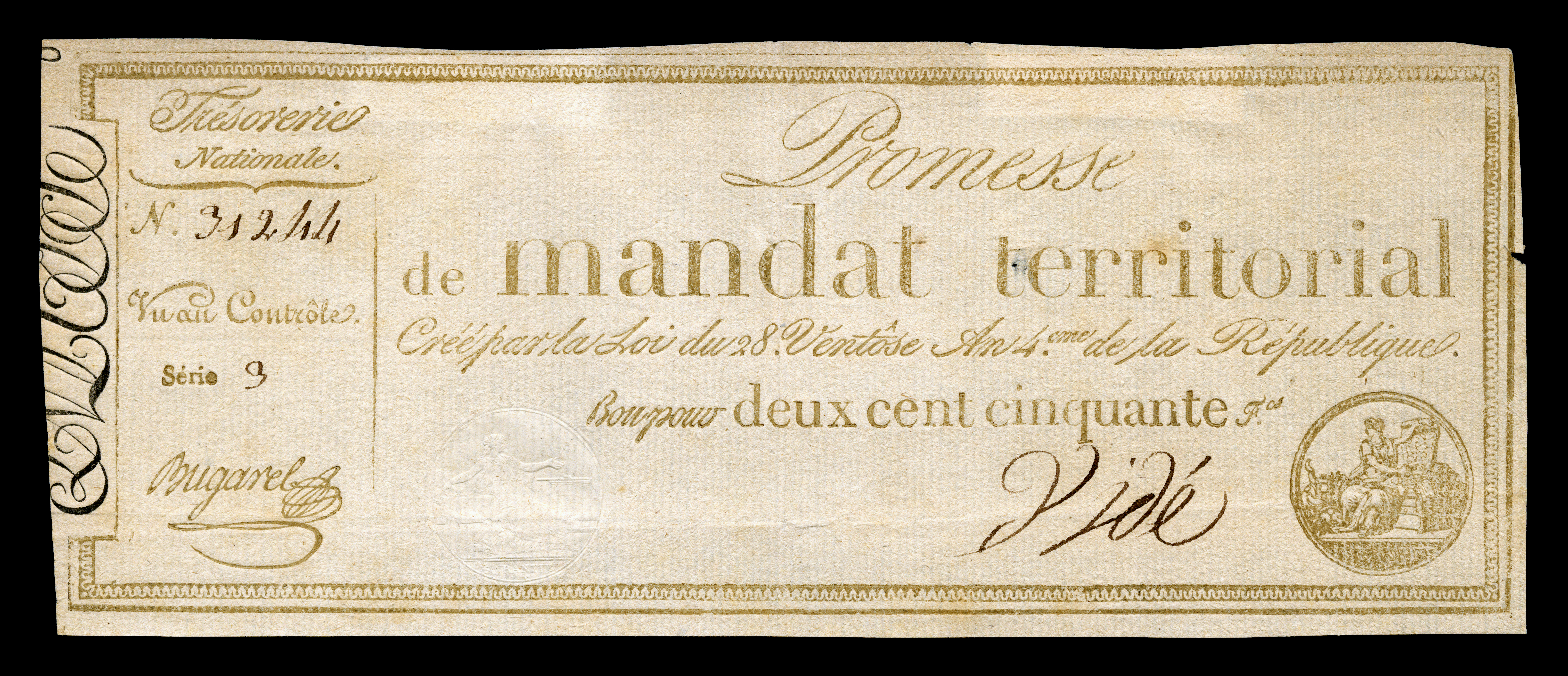
250 франков
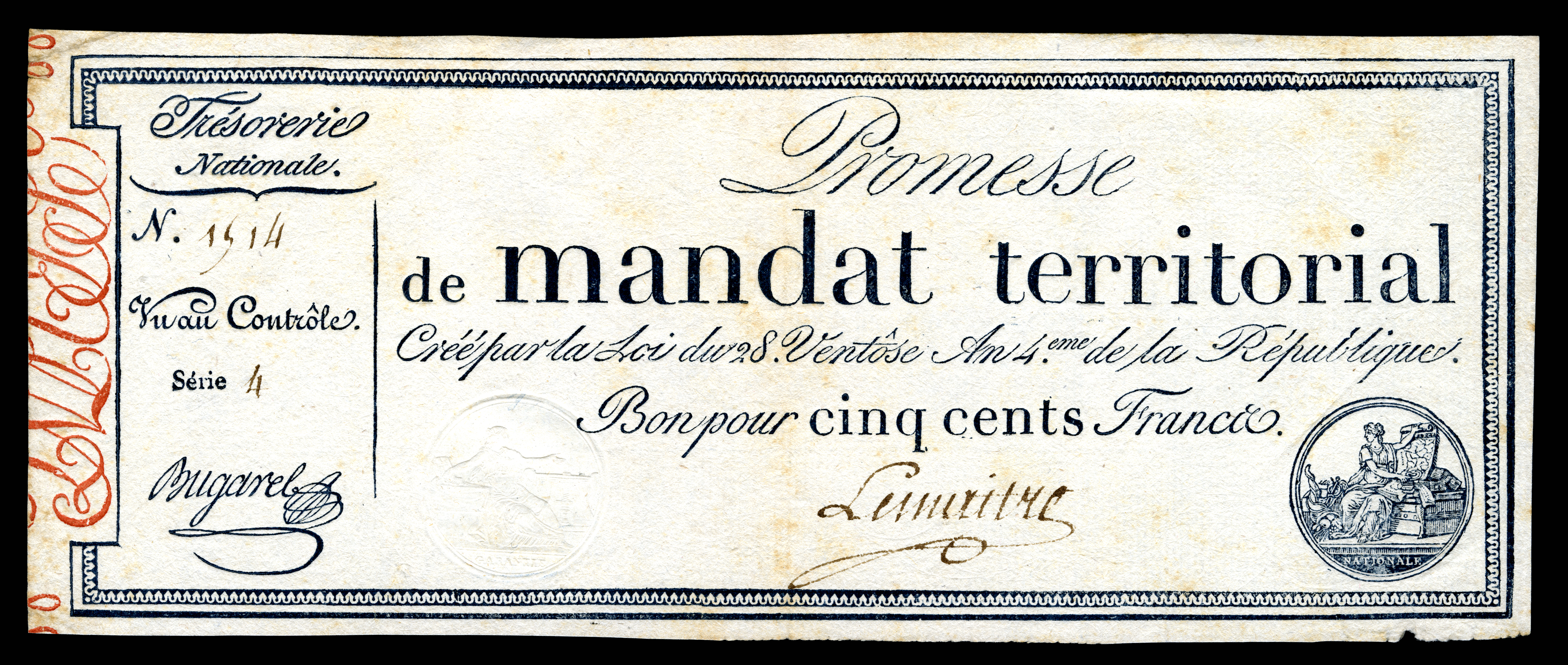
500 франков